# Ulodemis
Ulodemis là một chi bướm đêm thuộc phân họ Tortricinae của họ Tortricidae.

## Các loài
- Ulodemis hyalura Diakonoff, 1983
- Ulodemis idjen Diakonoff, 1941
- Ulodemis pangerango Diakonoff, 1941
- Ulodemis tridentata Liu & Bai, 1982
- Ulodemis trigrapha Meyrick, 1907